# Agrotis ruta
Agrotis ruta là một loài bướm đêm trong họ Noctuidae.